# Кюльпе, Освальд
Освальд Кюльпе (нем. Oswald Külpe; 3 августа 1862, Кандау — 30 декабря 1915, Мюнхен) — немецкий психолог и философ, представитель критического реализма. Автор работ по психологическим основаниям гносеологии. Основатель вюрцбургской школы психологии, один из создателей европейского направления функциональной психологии.

## Биография
Учился в университетах Берлина, Гёттингена, Лейпцига, был учеником психофизиолога Г. Э. Мюллера.
В 1887 году получил степень доктора философии под руководством В. Вундта, работал с ним в Лейпцигском университете в должности ассистента и экстраординарного профессора, а также сотрудничал в основанном Вундтом Институте психологии. 
Затем преподавал философию и эстетику в университетах Вюрцбурга (1894–1909), Бонна (1909–1913) и Мюнхена (1913–1915). В Вюрцбурге в 1896 году основал свой Психологический институт и создал Вюрцбургскую школу психологии мышления.

## Научный вклад
Рассматривал акт сознания как обеспечивающий раскрытие объекта сознания в переживании субъекта. Акты сознания могут быть зафиксированы ретроспективно при помощи рефлексии, направленной на уже свершившийся акт. В психологии Кюльпе был одним из пионеров экспериментального метода в отношении высших психических процессов, таких как воля и мышление.

## Сочинения
- Grundriss der Psychologie. Lpz.,1893
- Die Realisierung, Bd 1—3. Lpz., 1912— 23.
- Einleitung in die Philosophie (9. verb. Aufl. 1919 / 12. verb. Aufl. 1928 hrsg. v. August Messer)
- Immanuel Kant. Darstellung und Würdigung, Leipzig / Berlin: Teubner 5. Auflage 1921
- Vorlesungen Uber Psychologic. Lpz., 1922

### На русском языке
- Введение в философию. СПБ., 1901.
- Современная философия в Германии. М., 1903.
- Современная психология мышления. — В сб.: Новые идеи в философии. СПб., 1914, № 16.